# HD perfekt
HD perfekt, auch Premiere HD perfekt, war eine Servicesendung des Pay-TV Anbieters Premiere rund um das Thema HDTV (High Definition Television). Seit Ende Mai 2007 wurde die Sendung entgegen allen anderen Premiere-Kanälen und -Sendungen unverschlüsselt übertragen. Zu sehen war die Sendung immer sonntags in der Zeit zwischen 09:00 Uhr und 10:00 Uhr sowie freitags ab 20:00 Uhr auf Premiere HD. Gemäß dem Sendungstitel erfolgte die Übertragung und Produktion der Sendung im MPEG-4/H.264-Standard. Um diesen Standard gänzlich ausnutzen zu können, war der Einsatz eines „HD ready“ – Fernsehgerätes unabdingbar. Zusätzlich wurde ein HD-fähiger, digitaler Receiver zum Empfang des Fernsehsignals benötigt.
Neben den Fernsehausstrahlungen war die Sendung auch als Internetstream verfügbar. Aufgrund der hohen Datenmenge erreichte dieser allerdings keine HD-Qualität.

## Sendungsinhalt
Durch Zuhilfenahme von Testbildern wurde den Zuschauern erklärt, welche Vor- und Nachteile das HD-Fernsehen bietet, wie die technischen Geräte zu justieren sind und welche Einstellungsmöglichkeiten wann und wie vorzunehmen sind. Moderiert wurde die Sendung seit dem 2. März 2008 von Natascha Berg. Zuvor war Tamara Sedmak die Moderatorin. Wichtige Parameter zum reibungslosen HD-Empfang wie Helligkeit, Kontrast, Schärfe, Farbe, Hautton und Dolby-Digital-Sound müssen aufeinander abgestimmt werden. Die Sendung bot eine Hilfestellung dabei. Neben technischen Informationen gab es auch noch allgemeine Informationen zu HDTV.